# Кленовєц
Кленовєц (словац. Klenovec, угор. Klenóc) — село, громада в окрузі Рімавска Собота, Банськобистрицький край, Словаччина. Кадастрова площа громади — 100,00 км². Населення — 3146 осіб (за оцінкою на 31 грудня 2017 р.).
Перша згадка 1340 року як Clenocz. 1773-го записано як Klenowecz; угор. Klenóc.
1828 року село мало 270 домогосподарств і 2116 мешканців.
JRD засновано 1957 року.

## Географія
Неподалік розташоване водосховище Кленовець; протікає Вепорський потік.

## Населення
| Рік:            | 1994. | 2004.   | 2014.   | 2024.   |
| --------------- | ----- | ------- | ------- | ------- |
| Кількість осіб: | 3370  | 3268    | 3213    | 2952    |
| Різниця:        |       | -3,02 % | -1,68 % | -8,12 % |

| Рік:            | 2023. | 2024.   |
| --------------- | ----- | ------- |
| Кількість осіб: | 2970  | 2952    |
| Різниця:        |       | -0,60 % |

## Міста-побратими
- Вільнев-сюр-Іонн[5], Mihálygerged[6]